# Nquthu
Nquthu – miasto w Republice Południowej Afryki, położone w prowincji KwaZulu-Natal, w dystrykcie Umzinyathi, w gminie Nquthu, której jest siedzibą administracyjną.